# Hagiotherapie
Hagiotherapie (Grieks αγιος=heilig, θεραπεια=genezing) is een methode uit de christelijke zielzorg, die ervan uitgaat dat iedere ziekte, of deze nu van lichamelijke of psychische aard is, ook een geestelijke dimensie heeft.
Met verschillende vormen van gebed wordt de genezing van de mens nagestreefd.
De hagiotherapie is ontwikkeld door de Kroatische Tomislav Ivančić, een rooms-katholieke priester en hoogleraar aan de Universiteit van Zagreb. Hij stichtte in 1990 een centrum voor geestelijke hulp.